# Карабанова, Ольга Александровна
О́льга Алекса́ндровна Караба́нова (род. 14 марта 1952, Горький) — советский и российский психолог, специалист по психологии развития личности в детском и подростковом возрасте, психологии развития Я-концепции и самосознания, психологии морального развития, психологии семейных отношений, диагностике и коррекции детско-родительских отношений, возрастно-психологическому консультированию, коррекции психического развития ребёнка. Доктор психологических наук, профессор, заведующий кафедрой возрастной психологии факультета психологии МГУ. Член-корреспондент РАО (2016).
С 2001 года председатель специализированного диссертационного совета по социальной психологии, психологии развития и акмеологии при МГУ имени М. В. Ломоносова. Руководитель секции «Психология развития» Российского психологического общества.
Является членом Международного общества по изучению развития поведения (ISSBD). Также является членом Европейской ассоциации исследователей подростничества (EARA) и заместителем главного редактора журнала «Национальный психологический журнал». Является членом редакционной коллегии журналов «Вестник Московского университета. Серия 14. Психология» и «Психологическая наука и образование».

## Биография
В 1974 году окончила факультет психологии МГУ имени М. В. Ломоносова.
В 1979 году защитила диссертацию на соискание учёной степени кандидата психологических наук по теме «Формирование действия графического воспроизведения плоского контура у старших дошкольников». С 1990 года является доцентом. В 2002 году защитила диссертацию на соискание учёной степени доктора психологических наук по теме «Социальная ситуация развития ребёнка (структура, динамика, принципы коррекции)». С 2003 года является профессором кафедры возрастной психологии факультета психологии МГУ имени М. В. Ломоносова.

## Научно-педагогическая деятельность
Опубликовала около 130 научных и учебно-методических работ по вопросам развития личности в детском и подростковом возрасте, также 10 монографий и учебных пособий.

### Педагогическая деятельность
Читает в МГУ имени М. В. Ломоносова курсы лекций: «Возрастная психология», «Психология семейных отношений», «Коррекция психического развития ребёнка», «Диагностика и коррекция детско-родительских отношений», «Возрастно-психологическое консультирование».
В соавторстве с А. И. Подольским является научным редактором сборника программ общих и специальных дисциплин учебного плана подготовки дипломированных специалистов-психологов «Психология развития и возрастная психология».
О. А. Карабанова внесла вклад в разработку Федерального государственного образовательного стандарта (ФГОС) общего образования. Кроме того, участвовала в разработке программы развития и формирования универсальных учебных действий для начального, основного и полного (среднего) образования.
В целях научно-методического обеспечения Федерального государственного стандарта высшего профессионального образования по направлению «Психология» ею были созданы программы по 5 дисциплинам, составляющим общепрофессиональный и специально-профессиональный компонент подготовки психолога на уровне бакалавра, специалиста и магистра.
Под её руководством защищена 21 диссертация на соискание учёной степени кандидата психологических наук.

### Научная деятельность
Является автором методологических основ оптимизации и коррекции личностного развития ребёнка с учетом возрастно-психологических особенностей, задач развития и социальной ситуации развития. Ею изучены условия и факторы развития личности в детском и подростковом возрасте, раскрыта роль семьи и детско-родительских отношений в формировании личности, созданы диагностические методики, направленные на выявление эмоционально-личностных особенностей развития детей и подростков.
Ею впервые была разработана модель организации коррекции психического развития ребёнка, которая конкретизирует стратегию и тактику её реализации на каждом возрастном этапе развития ребёнка.
Под руководством О. А. Карабановой и ею лично были определены условия, факторы и этапы развития моральной компетентности личности и сформулированы рекомендации в сфере морального развития ребёнка с учётом возрастных психологических особенностей.

## Награды
За создание цикла трудов в соавторстве «Формирование установок толерантного поведения и профилактики рисков ксенофобии в системе общего образования» удостоена звания лауреата премии Правительства РФ в сфере образования (2010).
В 2011 году О. А. Карабанова награждена медалью К. Д. Ушинского и знаком «Почётный работник высшего профессионального образования» Министерства образования РФ в 2001 году.
О. А. Карабанова является лауреатом Ломоносовской премии за педагогическую работу (2001) и заслуженным профессором МГУ имени М. В. Ломоносова (2013).

## Основные научные работы
1. Карабанова О. А., Подольский А. И., Подольская Т. А. Психолого-педагогическая подготовка облучающего персонала учебных подразделений в энергетике. Место издания ВИПКэнерго Москва, 1989
2. Бурменская Г. В., Карабанова О. А., Лидерс А. Г. Возрастно-психологическое консультирование. Проблемы психического развития детей. Место издания Издательство МГУ Москва, 1990, 136 с.
3. Heymans P.G., Podolskij A.I., Ter Laak J.J.F.(Ed), Hautamaki J., Zacharova E.I., Klinkien T., Karabanova O.A., Churbanova S.M., Romanova O.L., Theunissen N.C.M., Eterman E., Brugman G.M. Voronovo Thoughts on Development Tasks. Research Development Psychology. Utrecht-Moscow. Место издания Utrecht University Netherlands, 1994, 127 с.
4. Процессы психического развития: в поисках новых подходов / Под ред. А. И. Подольского, Я. Я. Ф. Тер Лаака, П. Г. Хейманса. Нидерландский фонд поддержки фундаментальных исследований (NWO) по проекту «Задачи развития». Хейманс П. Г., Подольский А. И., Тер Лаак Я. Я.Ф, Хаутамяки Я., Захарова Е. И., Клинкин Т., Карабанова О. А., Чурбанова С. М., Романова О. Л., Тениссен Н. С.М, Брюгман Г. М. Место издания Москва, 1995, ISBN 5-88125-005-2, ISBN 5-88125-00502 (ошибоч.), 146 с.
5. Игра в коррекции психического развития ребёнка. Карабанова О. А. Место издания Российское педагогическое агентство Москва, 1997.
6. Психология семейных отношений. Карабанова О. А. Место издания СИПКРО Самара, 2001, 132 с.
7. Возрастно-психологический подход в консультировании детей и подростков: Учеб. пособие для студ. высш. учеб. заведений. Бурменская Г. В., Захарова Е. И., Карабанова О. А., Лидерс А. Г. Место издания Издательский центр «Академия» Москва, 2002, 416 с.
8. Возрастная психология: Конспект лекций. Карабанова О. А. Место издания Айрис-Пресс Москва, ISBN 5-8112-1353-0, 2005, 240 с.
9. Роль семьи в моральном развитии ребёнка. Карабанова О. А., Молчанов С. В. Место издания НКО Дар Москва, 2007, 156 с.
10. Психология семейных отношений и основы семейного консультирования. Карабанова О. А. Место издания Гардарики Москва, ISBN 5-8297-0189-8, 2007, 320 с.
11. Возрастно-психологический подход консультировании детей и подростков. Учебное пособие для вузов. Бурменская Г. В., Захарова Е. И., Карабанова О. А., Лидерс А. Г. Место издания Московский психолого-социальный институт Москва, 2007, 480 с.
12. Оценка достижения планируемых результатов в начальной школе. Демидова М. Ю., Иванов С. В., Карабанова О. А., и др. Место издания Просвещение Москва, 2009, , ISBN 978-5-09-021464-3, 215 с.
13. Как проектировать универсальные учебные действия в начальной школе. От действия к мысли: пособие для учителя. Асмолов А. Г., Бурменская Г. В., Володарская И. А., Карабанова О. А., Салмина Н. Г., Молчанов С. В. Место издания Просвещение Москва, 2009, 152 с.
14. Формирование универсальных учебных действий в основной школе: от действия к мысли. Система заданий. (пособие для учителей). Асмолов А. Г., Бурменская Г. В., Володарская И. А., Карабанова О. А., Салмина Н. Г., Молчанов С. В. Место издания Просвещение Москва, 2010, 159 с.
15. Как подготовить ребёнка к школе . Гризик Т. И., Карабанова О. А., Соловьева Е. В., Якобсон С. Г. Место издания Просвещение Москва, 2011, 128 с.
16. Толерантность как фактор противодействия ксенофобии: управление рисками в обществе риска. Зинченко Ю. П., Логинов А. В., Карабанова О. А., и др. Место издания Москва, 2011, ISBN 978-5-212-01220-1, 608 с.
17. Развитие игровой деятельности детей. Карабанова О. А., Доронова Т. Н., Соловьева Е. В. Место издания Просвещение Москва, 2011, 96 с.
18. Как рождается гражданская идентичность в мире образования: от феноменологии к технологии (монография в 2-х частях). Асмолов А. Г., Карабанова О. А., Марцинковская Т. Д., Гусельцева М. С., Алиева Э. Ф., Радионова О. Р., Глебкин В. В., Левит М. В. Место издания Федеральный институт развития образования Москва, 2011, 339 с.
19. Формирование гражданской идентичности как ключевая задача образования и социокультурной модернизации России. Асмолов А. Г., Карабанова О. А., Гусельцева М. С., Алиева Э. Ф., Радионова О. Р., Пастернак Н. А., Глебкин В. В., Левит М. В. Место издания Федеральный институт развития образования Москва, 2012, ISBN 978-5-85630-067-2, 252 с.
20. Формирование универсальных учебных действий в основной школе: от действия к мысли. Система заданий: пособие для учителя/ под ред. Асмолова А. Г. М. Просвещение.2014.159с. Асмолов А. Г., БурменскаяГ В., Володарская И. А., Карабанова О. А., Салмина Н. Г., Молчанов С. В. Место издания Просвещение М, 2014, 159 с.
21. Формирование универсальных учебных действий в основной школе: от действия к мысли. Асмолов А. Г., Бурменская Г. В., Володарская И. А., Карабанова О. А., Салмина Н. Г., Молчанов С. В. Место издания Просвещение Москва, 2014, ISBN 978-5-09-031191-5, 978-5-09-033536-2, 152 с.
22. Как проектировать универсальные учебные действия в начальной школе. От действия к мысли. Асмолов А. Г., Бурменская Г. В., Володарская И. А., Карабанова О. А., Салмина Н. Г., Молчанов С. В. Место издания Просвещение М, 2014, 152 с.